# Taenia solium
Taenia solium es un platelminto parásito de la clase Cestoda, que vive en el intestino delgado de los seres humanos, donde mide normalmente de 3 a 4 metros y produce una enfermedad llamada teniasis. Junto con T. saginata, es una de las especies conocidas como lombriz solitaria usualmente encontrada en humanos.
Su forma larval, llamada tradicionalmente Cysticercus cellulosae o Cysticercus racemosus, es responsable de la cisticercosis.

## Características
Es un gusano plano en forma de cinta dividido en segmentos o proglótidos, de color amarillo blanquecino; habita en el intestino delgado, donde vive anclado a la pared mediante un escólex (cabeza) piriforme con cuatro ventosas y un rostelo con una doble corona de ganchos. El tamaño del escólex es similar al de una cabeza de alfiler. Al órgano de fijación le continúa el cuello, porción germinal que da origen a un conjunto de segmentos o proglótides que forman el estróbilo o cadena estrobilar. Los más cercanos al cuello son inmaduros y conforme se alejan del mismo presentan una maduración progresiva. Cada proglótido tiene ambos aparatos reproductores, con órganos masculinos y femeninos bien diferenciados, por lo que el individuo se considera hermafrodita. No tiene aparato digestivo y se alimenta por absorción de los nutrientes que digiere el hospedador, a través del tegumento externo. 
El proglótido es una unidad de reproducción autofecundante e independiente, que produce huevos que contienen embriones infestantes; los proglótidos más distales, que son los grávidos, presentan ramas uterinas llenas de huevos que le dan aspecto arboriforme; cada uno contiene un promedio de 50 000 a 60 000 huevos y habitualmente se desprenden del estróbilo en cadenas cortas que se eliminan con las heces. Los huevos son esféricos, miden de 30 a 45 micrómetros y presentan varias membranas, como el vitelo, que solo se presenta en los huevos inmaduros y que permite la obtención de nutrientes. El vitelo cubre al embrióforo formando una cubierta con bloques embriofóricos; estos bloques están unidos por una proteína cementante, lo que le da al huevo una apariencia física radiada; la membrana oncosferal recubre a la oncosfera o embrión hexacanton llamado así porque presenta tres pares de ganchos.

## Ciclo biológico

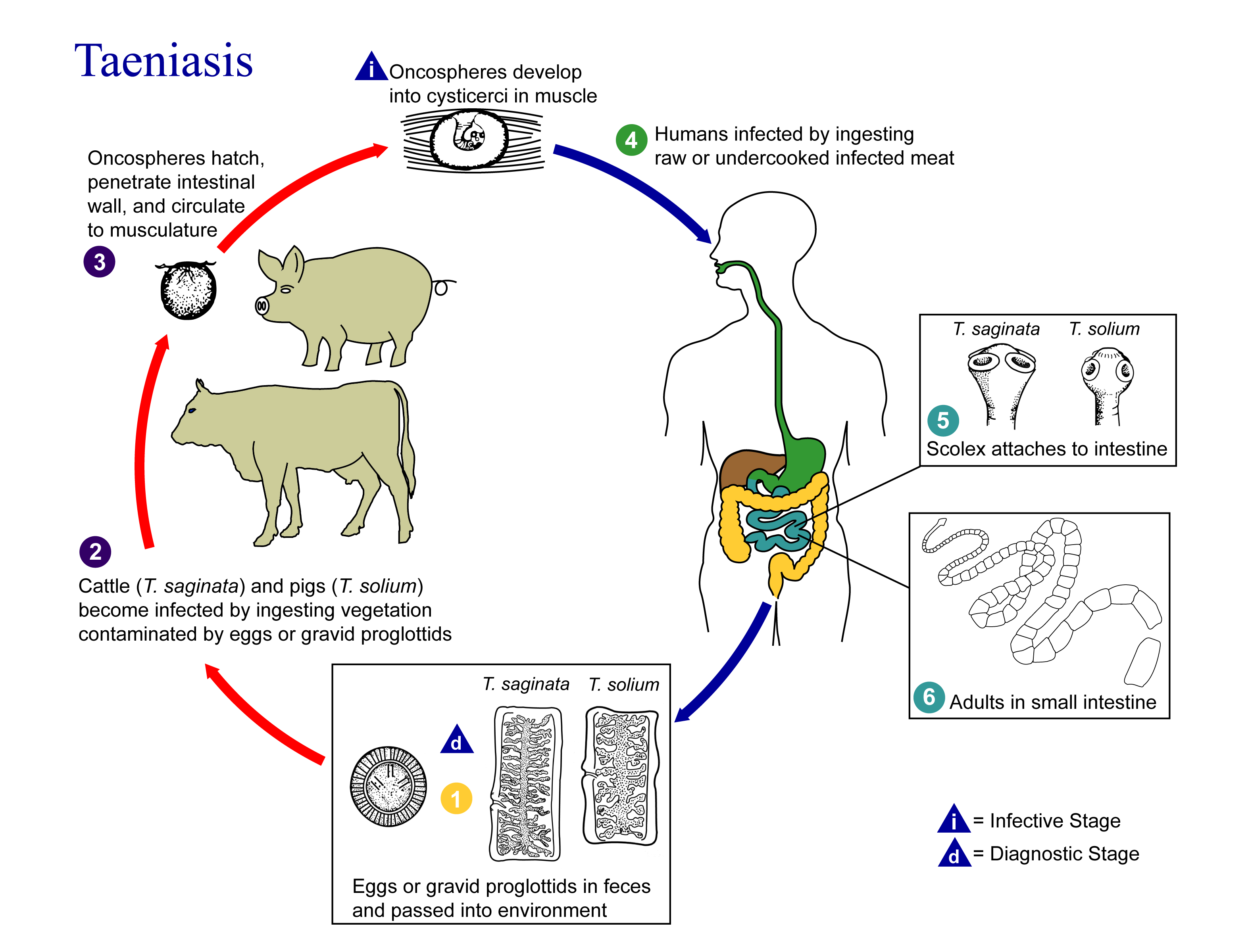
Ciclo biológico de Taenia.

Los huevos se diseminan en el medio ambiente cuando son liberados desde las heces de las personas infestadas, que contienen los proglótidos maduros terminales. La estructura de los mismos es tal que les permite sobrevivir, incluso en condiciones extremas como alta sequedad, ya que están dotados de una estructura cementante que los recubre por completo y preserva en su interior al embrión u oncosfera. Al ser ingeridos por el huésped intermediario, el material cementante es digerido en las condiciones microambientales del tracto digestivo, y el embrión es liberado y se convierte en una oncosfera. Posteriormente, la oncosfera migra a través de la pared intestinal y alcanza la sangre, o la linfa, e invade la musculatura o el sistema nervioso central del hospedador intermedio y allí se establece y desarrolla hasta alcanzar la fase larvaria o intermedia denominada cisticerco. Esta forma larvaria es una vesícula que alcanza un tamaño de hasta 5 cm y en su interior aloja al escólex invaginado, que contiene la porción cefálica armada necesaria para que la tenia se fije en el intestino del hospedador de la forma adulta, o definitivo. Luego, cuando los cisticercos son ingeridos por el hombre, con la carne de cerdo cruda o mal cocida infestada por ellos, el escólex evagina y se fija al intestino mediante el soporte que le brinda su doble corona de ganchos y las cuatro ventosas que lo forman. Luego, al cabo de aproximadamente tres meses de fijación al intestino, el parásito adulto, la llamada lombriz solitaria, se desarrolla y alcanza su madurez. La solitaria es un gusano que tiene la forma de un largo tallarín dividido en múltiples segmentos, los que, una vez fértiles, son arrojados en la materia fecal de los individuos infestados y con ello se completa el ciclo de vida del parásito.

## Diagnóstico

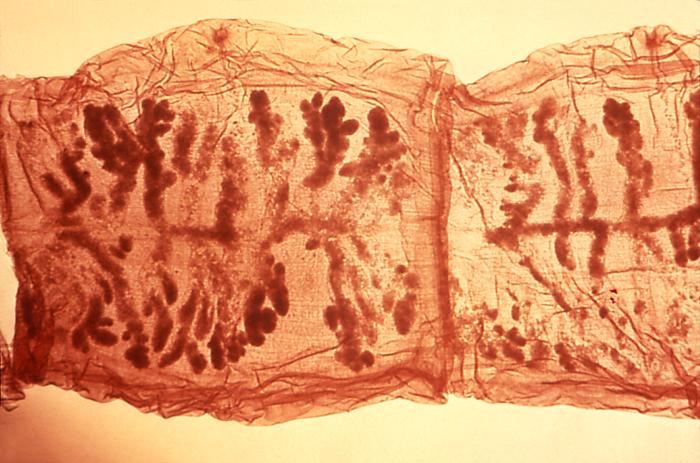
Proglótide grávida teñida de Taenia solium en que se observa el aparato reproductor.

El diagnóstico se realiza por observación directa de los proglótidos en las heces de las personas infestadas, o por la visualización en las mismas de los huevos de los parásitos, por los métodos de detección a través de técnicas microscópicas.

### Caracterización
En la observación microscópica, los huevos solamente pueden ser diagnosticados al nivel de familia, pero si un útero de una proglótide es teñido con tinta china el número de ramas uterinas visibles puede ayudar a identificar las especies: a diferencia de los úteros de Taenia saginata, los úteros de T. solium solamente tienen de cinco a diez ramas en cada lado.

## Distribución
Taenia solium es una especie distribuida en todo el mundo. Dado que los cerdos son hospederos intermediarios del parásito, el término del ciclo biológico ocurre en regiones donde los humanos se alimentan con su carne, por eso su incidencia es rara en los países musulmanes, puesto que el Islam prohíbe el consumo de carne porcina.
Es importante notar que la cisticercosis humana es adquirida por la ingesta de huevos de T. solium presentes en las heces de un portador humano, y así puede ocurrir, ocasionalmente, en poblaciones que ni comen carne porcina ni comparten su espacio con cerdos.

## Tratamiento
Los fármacos de elección en el tratamiento de las tenias intestinales son el praziquantel y la niclosamida. El praziquantel se administra en una sola dosis única de 5-10 mg y la niclosamida también en dosis única de 2 g para adultos. También se utiliza albendazol, cuya efectividad es menor.